# Hybomys univittatus
Hybomys univittatus је врста глодара из породице мишева (лат. Muridae).

## Распрострањење
Ареал врсте Hybomys univittatus обухвата већи број држава у Африци. Врста има станиште у Нигерији, Камеруну, Замбији, Анголи, Бурундију, Централноафричкој Републици, Републици Конго, ДР Конгу, Екваторијалној Гвинеји, Габону, Руанди и Уганди.

## Станиште
Станиште врсте су шуме. Врста је по висини распрострањена до 2.500 метара надморске висине.

## Угроженост
Ова врста није угрожена, и наведена је као последња брига јер има широко распрострањење.